# Guerre austro-turque de 1788-1791
Guerres austro-turques
La guerre austro-turque de 1788-1791 est un conflit militaire entre la monarchie des Habsbourg (Autriche) et l'Empire ottoman dans la même période que la guerre russo-turque de 1787-1792.

## Sources
- (en) Cet article est partiellement ou en totalité issu de l’article de Wikipédia en anglais intitulé « Austro-Turkish War (1788–91) » (voir la liste des auteurs).